# Bill Blaikie
Pour les articles homonymes, voir Blaikie.
William Alexander Blaikie, dit Bill Blaikie (né le 19 juin 1951 à Winnipeg au Manitoba et mort dans la même ville le 24 septembre 2022), est un homme politique canadien et chef adjoint du Nouveau Parti démocratique (NPD).
Au moment de son départ en 2008, il était le député qui possédait les plus longs états de service à la Chambre des communes du Canada, ayant été élu en 1979, et était à ce moment-là le doyen de la Chambre. Il était député de la circonscription provinciale manitobaine d'Elmwood lors de l'élection partielle en 2009 et il ne se présentera pas aux prochaines élections du Manitoba.

## Biographie
Bill Blaikie sert dans l'Armée canadienne de 1967 à 1972. Il est employé du Chemin de fer Canadien National de 1969 à 1974. Il obtient un BA en philosophie et en études religieuses de l'Université de Winnipeg, et une maîtrise en divinité du Collège Emmanuel à Toronto. Il est ordonné ministre dans l'Église unie du Canada le 4 juin 1978, et prêche l'évangile social dans la tradition d'autres révérends importants du Parti social démocratique (le prédécesseur du NPD) et du NPD comme Tommy Douglas, J. S. Woodsworth et Stanley Knowles.
Bill Blaikie est élu à la Chambre des communes du Canada lors des élections de 1979, défaisant le député progressiste-conservateur sortant Dean Whiteway. Il a été réélu dans sa circonscription dans chaque élection depuis. Son élection la plus serrée a été dans l'élection de 1993, lorsqu'il a battu le candidat libéral Art Miki par seulement 219 votes dans une période de popularité réduite pour son parti. Entre 1993 et 1997, il est le seul député néo-démocrate représentant une circonscription à l'est de la Saskatchewan. Il a appuyé la campagne au leadership de Simon De Jong en 1989, et celle de Lorne Nystrom en 1995.
Bill Blaikie lui-même est candidat à la direction du parti en 2003, et termine deuxième derrière Jack Layton. En guise de concession à Blaikie, Layton le nomme aussitôt chef adjoint du NPD. Comme Layton est sans siège aux communes, Blaikie agit comme chef parlementaire du NPD jusqu'à l'élection de 2004, une nomination qui lui permet d'être assermenté membre du Conseil privé. Dans le cabinet fantôme néo-démocrate, Blaikie est actuellement critique du Travail et du Renouveau démocratique en plus de chef adjoint.
Bill Blaikie est un des partisans les plus importants de la Loi sur la clarté référendaire dans le caucus néo-démocrate, une position qui le place en conflit avec Layton. Il est également opposé à l'invasion de l'Irak en 2003, ainsi qu'un opposant à la participation canadienne dans le bouclier antimissile proposé par les États-Unis.
Bill Blaikie s'oppose aussi au rôle important accordé à la « politique identitaire » au sein de la gauche canadienne, et il affirme que le NPD place trop d'importance sur des questions sociales comme l'avortement et le mariage homosexuel. Bien que ses opinions soient très libérales sur le plan social (il appuie le mariage homosexuel au Canada), la position de Blaikie est que les besoins économiques des ouvriers canadiens et des personnes à faible revenu doivent être le champ de bataille principal du parti. Ici aussi, Blaikie tient une position divergente de celle de Layton, qui appuie autant la « politique identitaire » que les politiques économiques progressistes.
La fille de Bill Blaikie, Rebecca Blaikie, est l'actuelle présidente du NPD, et son fils Daniel Blaikie est le député fédéral d'Elmwood—Transcona depuis l'élection fédérale de 2015.
Il meurt d'un cancer du rein chez lui à Winnipeg le 24 septembre 2022 à l'âge de 71 ans.
Ses funérailles ont eu lieu le 2 octobre 2022 dans une église à Transcona, une banlieue de Winnipeg, en présence de membres de la famille, d'amis proches, ainsi que du chef du NPD fédéral Jagmeet Singh, du chef du NPD provincial Wab Kinew et de l'ancien premier ministre du Manitoba Greg Selinger.